# Minvoul
 (novembre 2013).
Si vous disposez d'ouvrages ou d'articles de référence ou si vous connaissez des sites web de qualité traitant du thème abordé ici, merci de compléter l'article en donnant les références utiles à sa vérifiabilité et en les liant à la section « Notes et références ».
Minvoul est une localité du Gabon, chef-lieu du département du Haut-Ntem, située à l’extrême nord du Gabon dans la province du Woleu-Ntem. Elle est située à une vingtaine de kilomètres de la frontière avec le Cameroun et à cent quatre kilomètres d'Oyem, la capitale provinciale. 

## Démographie, langue et dialectes
Les populations de Minvoul parlent majoritairement le mvaï, un dialecte fang.On y trouve aussi des locuteurs des dialectes fang ntumu et nzaman. 
On trouve, dans le Haut-Ntem une importante population pygmée Baka. Cette dernière vit majoritairement dans la partie nord des forêts de Minkébé.

## Personnalités liées à la commune
- Pierre François Aubameyang (1965-), footballeur international.
- Albert Ondo Ossa (1954-), homme politique gabonais.